# Ecoline
Ecoline is een vloeibare aquarelverf. Het hoort bij de niet-watervaste inkten en is in veel kleuren verkrijgbaar. Het is transparant en heel goed mengbaar.
Ecoline is vooral met water verdund zo vloeibaar dat men het kan gebruiken door met een tandenborstel over een zeef te wrijven en zodoende de ecolinedruppeltjes op het papier te laten vallen. Hiervoor zijn speciale spatramen verkrijgbaar, platte stukjes dun metaalgaas in een metalen frame. Hetzelfde effect wordt verkregen door de tandenborstel met de haren omhoog te houden en er met een aardappelmesje overheen te schrapen. Dit is een goed alternatief bij gebrek aan een zeef of spatraam. Hierbij kan men ook sjablonen gebruiken. Plekken waar een sjabloon ligt blijven dan wit, zodat er afdrukken ontstaan in de druppelregen. Het is wel raadzaam om de tafel waarop men dit doet af te dekken met oude kranten of een plastic kleed, zodat daar geen spetters op komen.  
Ecoline is ook heel handig bij orizomegami, ook wel orizomeishi genoemd. Dit omdat het Japanse papier waarop men dit meestal doet vloeibare verf zeer goed absorbeert.
Ecoline wordt vaak gebruikt op school voor vakken met kunst.